# Carles Tamayo
Carles Tamayo Rico (Masnou, 17 de enero de 1995) es un youtuber, cineasta y periodista de investigación español especializado en sectas y estafas. En 2024, recibió el Premio Ondas por su serie documental Cómo cazar a un monstruo.

## Trayectoria
Tamayo nació en Masnou en 1995. Se graduó en Dirección Cinematográfica por la Escuela Superior de Cine y Audiovisuales de Cataluña en 2018. Después de trabajar en Catalunya Ràdio, el Teatre Lliure, el Gran Teatro del Liceo, en la BBC World News y otros medios del sector audiovisual, en 2019 decidió centrarse en su proyecto personal desarrollando reportajes de investigación híbridos entre el documental y el videoblog. Desde entonces, sus trabajos han ido desde cubrir el conflicto del Sahara Occidental, plasmar cómo viven las niñas diosas kumari de Nepal, hasta exponer diferentes técnicas de manipulación que son usadas por diferentes grupos sectarios o fraudulentos. 
Fue el creador de los podcast, Disidencia controlada y En la Frontera, este último junto con Fernando Cervera. También ha impartido ponencias sobre desinformación y manipulación pública y participado en mesas redondas en instituciones como la Universidad de Vic - Universidad Central de Cataluña, la universidad de verano de Teruel, el congreso CometCon celebrado en Gijón (Asturias), en septiembre de 2021 o en el Congreso de Periodismo de Huesca en 2022.
En 2023, presentó junto a Almudena Ariza el documental Alter Ego: la inteligencia invisible, dirigido por Beatriz Pérez de Vargas y que trata sobre la inteligencia artificial.

## Investigaciones

### El Palmar de Troya
En 2019, Tamayo consiguió infiltrarse en la Iglesia palmariana que se encuentra en El Palmar de Troya (Sevilla), una secta que nació en la década de 1970 liderada por el ya fallecido Clemente Domínguez, que se autoproclamó papa generando una escisión de la Iglesia católica. En su investigación, se desplazó a la localidad sevillana y pasó varios días inmerso en un proceso de iniciación en la Iglesia Cristiana Palmariana de los Carmelitas de la Santa Faz.
Fue supervisado por un veterano acólito, llamado Joaquín, que le acompañó en todo momento y con el que llegó a desarrollar «una relación de extraña empatía». Durante el proceso, pudo observar la manipulación y el lavado de cerebro que se utilizan en El Palmar, rasgos habituales en las sectas. Una vez finalizada la inmersión, contó la experiencia a los más de 325 000 seguidores de su canal de YouTube. La repercusión de sus reportajes hizo que fuera injuriado y acosado en las redes sociales por parte de los seguidores de la secta.

### IM Mastery Academy
En noviembre del 2020, Tamayo llevó a cabo una investigación para destapar una estafa piramidal relacionada con la academia IM Mastery Academy, que ofrecía a jóvenes, y hasta menores de edad, cursos virtuales sobre criptomonedas y transacciones financieras de alto riesgo para ganar grandes cantidades de dinero sin trabajar. Mediante sus reportajes, Tamayo mostró que se trataba de una estafa que, además, tenía matices sectarios, ya que las víctimas eran abordadas no solo a través de redes sociales sino personalmente en eventos públicos. Una vez publicado su trabajo, las personas afectadas –unas 450 inicialmente, más de 1.000 cuando pasaron algunos meses– pudieron presentar una demanda colectiva.
En marzo de 2022, un año después de que varias organizaciones de prevención sectaria alertaran de esta situación, la Unidad de Delincuencia Económica y Fiscal (UDEF) de la Policía Nacional detuvo a ocho personas de nacionalidad española acusados de los delitos de estafa, publicidad engañosa y pertenencia a organización criminal dentro de la llamada «Operación Carcoma».

### Detención de Lluís Gros Martín
El 19 de mayo del 2022, el pederasta Lluís Gros Martín fue detenido gracias a Tamayo, que había concertado una cita con él para la realización de un documental sobre su vida y avisó a los Mozos de Escuadra. Gros había sido condenado en septiembre de 2019 a 23 años y 8 meses de prisión por haber abusado sexualmente de varios menores entre 2007 y 2011 mientras trabajaba de gerente en un cine de Masnou.
Este trabajo de investigación quedó plasmado en el documental Cómo cazar a un monstruo estrenado en 2024 en Prime Video.

### SectasNew Age

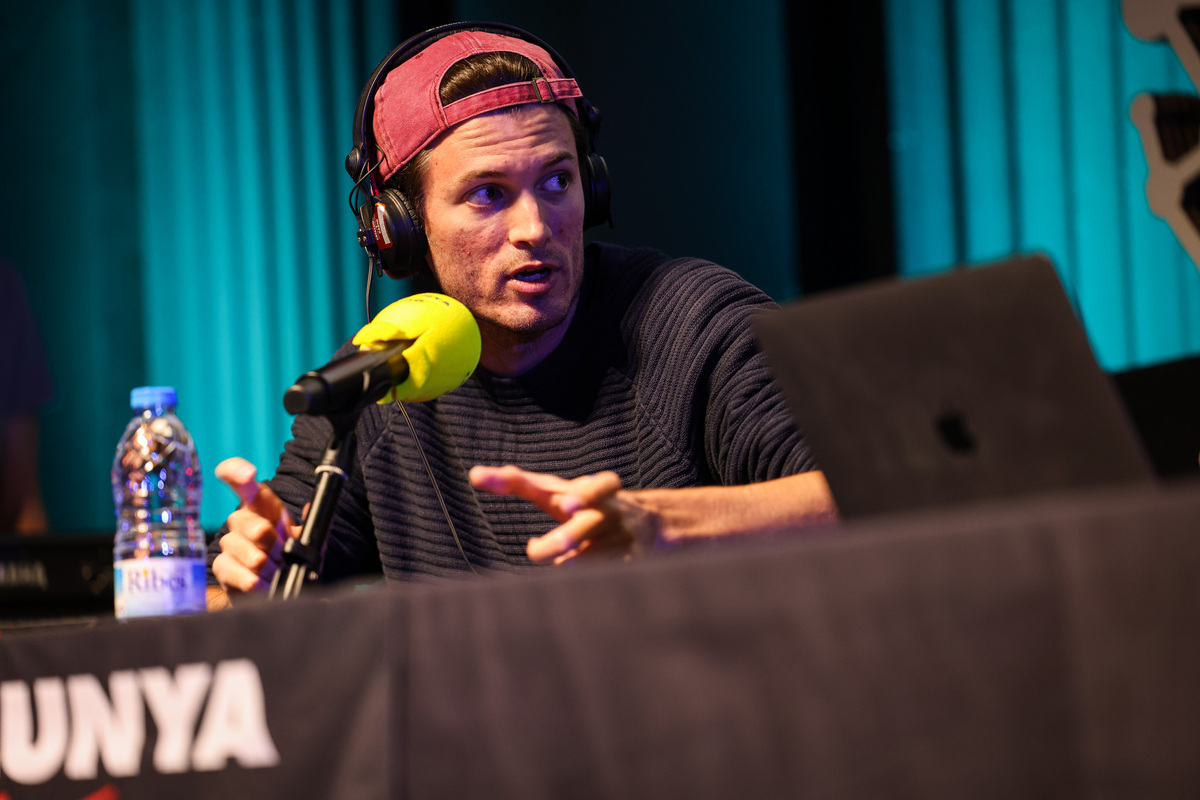
Carles en la Catosfera 2021.

Entre 2020 y 2021, Tamayo se infiltró en la secta del Santo Daime, que utiliza el consumo de sustancias alucinógenas como la ayahuasca, sin control médico, como supuesto remedio terapéutico. También se infiltró en otras organizaciones new age, como Inner Master, que utilizan la meditación o el yoga, así como la misma droga alucinógena como terapia. En sus infiltraciones, realizó grabaciones y después elaboró una serie de reportajes de gran impacto, que permitieron a la Policía Nacional realizar detenciones por presuntos delitos contra la salud pública en algunos grupos sectarios del entorno de la ayahuasca. Además de estas detenciones, Inner Mastery, una de las sectas donde estuvo infiltrado Carles Tamayo, fue desarticulada en enero de 2024. El periodista colaboró en la investigación policial surgida tras su estancia en esta organización sectaria que ofrecía estupefacientes a sus adeptos.

### Clínica clandestina
En 2023, Carles Tamayo se infiltró en una clínica clandestina que ofrecía pseudoterapias a enfermos graves. Junto al biólogo Fernando Cervera, se hicieron pasar por enfermos de cáncer para mostrar que algunos practicantes de pseudoterapias, como por ejemplo el biomagnetismo, intentan desviar a los pacientes de la quimioterapia. Tras esta investigación, el propio Colegio Oficial de Médicos de Barcelona denunció a la clínica ante la Subdirección General de Evaluación e Inspección Sanitaria del Departamento de Salud. La clínica clandestina además había sido promocionada en el programa Obrim fil de RTVE Cataluña, generando una pregunta parlamentaria y obligando al presidente de la corporación RTVE, José Manuel Pérez Tornero, a pedir disculpas.

### Cancelación pública
En 2023, Carles Tamayo llevó a cabo un experimento social sobre la difusión de desinformación en redes sociales. En este caso, el periodista publicó a través de una cuenta anónima de Twitter un relato falso y no verificable de una presunta trabajadora que lo acusaba a él mismo de maltrato laboral. A pesar de la falta de evidencia que respaldara la veracidad del relato, este se propagó por las redes sociales con la ayuda de bots adquiridos por el propio periodista, quien además recibió asesoramiento de un experto en la difusión de bulos. De esta manera, pretendía demostrar lo fácil y económico que resulta crear campañas de desinformación en internet. Además, en el proceso pagó al periódico Diario 16 plus para publicar información falsa sobre él mismo.

### Cómo cazar a un monstruo
En septiembre de 2024, Tamayo publicó en Prime Video Cómo cazar a un monstruo, una miniserie documental true crime sobre su propia investigación del pederasta convicto Lluís Gros. Originalmente Tamayo fue contactado por Lluís Gros en 2021 para que realizase un documental de su vida y limpiar su imagen, aunque Lluís ya estaba condenado a 23 años por abusos sexuales. En él Tamayo narra cómo conoció a Lluís desde su infancia como gerente del cine de su pueblo y cómo conseguía evadir prisión. Finalmente, tras meses de investigación, seguimiento y contacto con víctimas Tamayo consiguió la detención y arresto de Lluís en mayo de 2022.
La recepción del documental fue mayoritariamente positiva. FilmAffinity lo calificó con 7,3 sobre 10. El Confidencial lo denominó como: «Una magistral lección de periodismo». Por otro lado Hobby Consolas sostuvo que: «Tiene más valor como denuncia que como documental». Desde entonces Carles ha dado varias entrevistas sobre su documental en programas de televisión y pódcasts como The Wild Project.

## Reconocimientos
En mayo de 2022, Tamayo fue nominado a los Premios Anuales a Creadores de contenido Online (PACO) en la categoría de Contenido Social. Posteriormente, por sus diversas investigaciones e infiltraciones, Tamayo estuvo nominado por los Premios Esland en la categoría de Mejor Cobertura informativa.
En 2023, fue reconocido por su documental «8 HORAS con 7000 CRIPTO BRO» con el Premio Antonio Moreno Espejo de Periodismo que concede anualmente la Comisión Nacional del Mercado de Valores. Ese mismo año, Tamayo se situó en el primer puesto del Ranking Mejor periodista de investigación del medio de comunicación PRNoticias, por delante de los periodistas como Joaquín Gil de El País o Esteban Urreiztieta de El Mundo. Además, estuvo nominado los Premios Ídolo 2023, reconocen la labor de los creadores de contenido digitales, en la categoría revelación, que finalmente ganó Charlie Pee. También fue incluido en la lista Forbes Best Content Creators 2023.
En 2024, su serie documental Cómo cazar a un monstruo fue galardonada con el Premio Ondas ex aecuo con el documental No estás sola. La lucha contra la manada, de Almudena Carracedo en Netflix.